# Stockholmsfyren

Stockholmsfyren var en planerad skyskrapa vid Lidingöbrons fäste på fastlandet vid Ropsten i Hjorthagen, Stockholm. Förslaget togs fram av Rosenbergs Arkitekter 2009 på uppdrag av Familjebostäder, och byggnaden avsågs bli 54 våningar och 187 meter hög. Projektet kom aldrig att genomföras och var avslutat 2015.